# Schittrum
Schittrum is een verdwenen nederzetting op het waddeneiland Terschelling, provincie Friesland (Nederland). Schittrum heeft gelegen ten oosten van de buurtschap Halfweg. In 1566 telde Schittrum zes huizen, in het begin van de achttiende eeuw nog drie. In 1830 was het gehucht verdwenen. 
De locatie is weer bewoond geraakt door de bouw van een boerderij in 1911 (thans een pizzeria). De huidige bebouwing wordt echter gerekend tot de buurtschap Halfweg.